# Viéthorey
Viéthorey – miejscowość i gmina we Francji, w regionie Burgundia-Franche-Comté, w departamencie Doubs.
Według danych na rok 1990 gminę zamieszkiwało 109 osób, a gęstość zaludnienia wynosiła 14 osób/km² (wśród 1786 gmin Franche-Comté Viéthorey plasuje się na 634. miejscu pod względem liczby ludności, natomiast pod względem powierzchni na miejscu 583.).